# Dmitro Ivanovics Tkacs
Dmitro Ivanovics Tkacs (ukránul: Дмитро Іванович Ткач; Turijszk, 1950. december 22.) ukrán diplomata, egyetemi tanár. 1992–1997 és 2006–2010 között Ukrajna rendkívüli és meghatalmazott követe volt Magyarországon. A politikatudományok kandidátusa és a történettudományok doktora.

## Életrajza
Az Ukrajna Volinyi területén fekvő Turijsz településen született 1950-ben.
1966–1967 között esztergályosként dolgozott a Liszicsanszki Szódagyárban. 1967-től 1970-ig műszaki rajzoló és tervező-technikus volt az Ipari Gumitermékek Liszicsanszki Gyárában. 1970–1972 között az Automatizálási Kísérleti Tervezőintézet szjevjerodonecki intézetében a Komszomol-bizottság titkára volt. Munka mellett tanult a Harkivi Műszaki Egyetem rubizsnei vegyipari kihelyezett tagozatán, ahol 1972-ben vegyipari gépészmérnöki végzettséget szerzett.
1972–1973-ban katonai szolgálatot teljesített. Ezt követően közel másfél évtizedig az Ukrán Kommunista Párt (KPU) ifjúsági szervezetének, az Ukrán Komszomolnak (LKSZMU) a munkatársa volt. 1973–1974-ben az Ipari Gumitermékek Liszicsanszki Gyárának Komszomol-titkára volt, majd 1974–1976 között az Ukrán Kommunista Párt kijevi pártfőiskoláján tanult politikatudományt.
1976–1977-ben az Ukrán Komszomol Vorosilovgrádi területi bizottságánál volt oktató. 1977–1979 között a Komszomol Szverdlovszki területi bizottságának első titkára volt, 1979 és 1982 között az Ukrán Komszomol Vorosilivgradi területi bizottságának másod-, majd első titkáraként dolgozott, majd 1982–1986 között az Ukrán Komszomol Központi Bizottságának titkára volt.
1986 és 1989 között a Szovjetunió Külügyminisztériumának Diplomáciai Akadémiáján tanult Moszkvában. Ebben az évben megvédte kandidátusi disszertációját is, a történettudományok kandidátusa lett. Az akadémia elvégzése után a Szovjetunió budapesti nagykövetségére került, ahol előbb első titkára, majd tanácsosi rangban tevékenykedett.
1992 februárjában a Szovjetunió felbomlását követően létrejött független Ukrajna első külképviseleteként megalakult budapesti ukrán nagykövetség vezetője lett ideiglenes ügyvivőként. 1992 májusától Ukrajna rendkívüli és meghatalmazott követeként képviselte Ukrajnát Magyarországon 1997 decemberéig. 1993 márciusától budapesti székhellyel Szlovéniában is akkreditálva volt nagykövetként, valamint képviselte Ukrajnát a Duna Bizottságban. Hazatérését követően, 1998 júliusa és 2000 júliusa között Ukrajna külügyminiszterének helyettese volt.
2000-től az ukrajnai felsőoktatásban dolgozott. 2000 és 2004 között a Régióközi Vezetőképző Akadémia (MAUP) nemzetközi kapcsolatokért felelős rektor-helyettese (elnök-helyettese) volt. 2004-től a politológiai tudományok doktora. Disszertációját a 20-21. századi magyarországi politikai átalakulások témakörében készítette.
2004-től a gazdaságtudományi és jogi képzést nyújtó kijevi székhelyű KROK Egyetemen dolgozik egyetemi tanérként. Közben, 2005–2006-ban miniszter-helyettesi rangban a Dnyeszter-melléki rendezéssel kapcsolatos tárgyalásokon Ukrajna különleges képviselője volt.
2006. február és 2010 között második külszolgálatát töltötte Magyarországon Ukrajna rendkívüli és meghatalmazott követeként. 2010-es hazatérését követően újra a KROK egyetem munkatársa, a nemzetközi kapcsolatokért felelős rektorhelyettes, valamint a Nemzetközi kapcsoltok és Újságírás Tanszék vezetője. Közel ötven tudományos publikációja jelent meg, ezek többsége Magyarországgal foglalkozik.
Képviselőjelöltként az Erő és Becsület (Szila i Cseszty) párt listájának 37. helyén indult a 2019. júliusi előrehozott ukrajnai parlamenti választáson. A párt azonban egy tized százaléknál is rosszabb eredményt ért el és egyetlen képviselője sem került be az Ukrán Legfelsőbb Tanácsba.

## Magánélete
Hobbija a tenisz és a horgászat. Szabadidejében képzőművészettel is foglalkozik. Fafaragásokat és kerámiákat készít. Kerámia-alkotásaiből több kiállítás is nyílt.
Anyanyelvén kívül magyarul és oroszul beszél.

## Lásd még
- Ukrajna budapesti nagykövetsége